# Båsjälören
Båsjälören är en ö i Finland. Den ligger i Norra kvarken och i kommunen Korsholm i landskapet Österbotten, i den västra delen av landet. Ön ligger omkring 28 kilometer norr om Vasa och omkring 400 kilometer nordväst om Helsingfors.
Öns area är 5,4 hektar och dess största längd är 310 meter i nord-sydlig riktning.